# 자바 미난 카불 FC
자바 미난 카불 FC는 아프가니스탄의 축구단이다. 카불 프리미어리그에서 마지막으로 뛰었었다.